# Червоногорка (Запорожская область)
Червоногорка (укр. Червоногірка) — село,
Жовтневый сельский совет,
Токмакский район,
Запорожская область,
Украина.
Код КОАТУУ — 2325281205. Население по переписи 2001 года составляло 327 человек.

## Географическое положение
Село Червоногорка находится у истоков реки Чунгул,
ниже по течению на расстоянии в 3 км расположено село Садовое.
Через село проходит автомобильная дорога Т-0408.

## История
- 1928 год — дата основания как село Чунгул.
- В 1945 году переименовано в село Червоногорка.